# Cesario di Heisterbach
Cesario di Heisterbach (in latino Caesarius Heisterbacensis; Colonia, 1180 circa – Heisterbach, 1240 circa) è stato un abate e scrittore tedesco, priore della ex abbazia cistercense di Heisterbach, oggi Siebengebirge vicino alla piccola città di Oberdollendorf.

## Biografia
Fu autore influente per lo sviluppo della cultura dei paesi renani.
Deve il suo nome al monastero di Heisterbach, dove entrò nel 1199, diventandone successivamente priore.
Prolifico scrittore, si dedicò principalmente a produzioni a carattere agiografico. La più importante è il "Dialogus magnus visionum et miraculorum", raccolta di exempla sotto forma di dialogo fra un monaco (lo scrittore?) ed un novizio. Altre opere, sempre raccolte di exempla, sono: "Libri VIII miraculorum" (di cui ci rimangono i primi tre libri) e "Homiliae". Opera a carattere storico oltre che agiografico è invece "Vita Engelberti", biografia dell'arcivescovo Engelberto di Colonia ucciso nel 1225.
Secondo alcuni storici fu colui che descrisse per la prima volta la figura di Titivillus, un demone che si riteneva responsabile degli errori di scrittura dei copisti.